# María Susana
María Susana es una comuna del departamento San Martín, provincia de Santa Fe, Argentina, a 200 km de la capital provincial, a 147 km de Rafaela y a 173 km de la ciudad de Rosario.

## Toponimia
El nombre del pueblo es un homenaje a  María Susana Recagno, hija del considerado fundador de la localidad.

## Historia
- En 1910 el Ferrocarril Central Argentino obtuvo la colaboración de grandes propietarios de tierra para extender una línea férrea desde Rosario a Córdoba. Don Pablo Recagno fue uno de ellos donando una extensión de su campo para el tendido de la vía. Además, intentó una nueva colonia, cedió una superficie equivalente a 55 manzanas, en forma de triángulo, para ser loteado. La estación de tren se edificó en el centro de lo que sería el pueblo, y el 15 de mayo de 1911 pasó por primera vez el tren, constituyéndose como ese día el de la fundación y el FCA accedió al pedido de Pablo Recagno de denominar la estación y la colonia con el nombre de su hija "María Susana". La colonia se conforma con familias inglesas, a las que se suman italianos y españoles inmigrantes
- 1912 se crea la Estafeta Rentada
- 1915 se inaugura la "Escuela Elemental Provincial"
- 1916 se crea el distrito de María Susana
- 1918 1.ª Comisión de Fomento
- 1919 se habilita la Comisaría. Y se funda la filial de la Federación Agraria Argentina. En noviembre la "Iglesia Parroquial San Roque"
- 1922 se funda el Club Atlético Susanense
- 1930 Centro de la Juventud Agraria Dr. Mariano Moreno, 1.º en el país
- 1931, se inaugura la biblioteca popular Bartolomé Mitre
- 1945 se inaugura el Hospital Rural N.º 40.
- 1972 se inaugura la delegación "María Susana" del Banco Cooperativo Agrario Argentino Ltda. El primer gerente fue el Señor Carlos Alberto González.

### Creación de la Comuna
- 27 de diciembre de 1916

### Presidentes comunales
Carlos Caudana - 1918-1920
Domingo Ternavasio - 1920-1928
Dr. Juan C. Guevara - 1928-1931
Arturo de las Casas - 1931-1932
Carlos Melano - 1933-1934
Arturo Southam - 1934-1935
Juan P. Kovacevich - 1935-1936
Daniel Martínez - 1936-1938
Juan P. Kovacevich - 1938-1940
Salvador Morelli - 1940-1942
Mariano Vidosevich - 1942-1945
Dr. Ramón I. Pousa - 1945-1948
Camilo Cosatto - 1948-1952
Bernando Pron - 1952-1955
Dr. Silvio D. Trossero - 1955-1958
Ángel A. Ruggeri G. - 1958.1963
Emilio D. Pascuali - 1963-1965
Nicolás Sanseovich - 1965 - 1967
Nicolás Morelli - 1967 - 1969
Tomas A. Morero - 1970 - 1981
Héctor J. Coretti - 1981-1983
Dr. Eliyo C. Salvai - 1983-1999
Enrique R. Piatti - 1999-2001
....
....
Norberto Antici - 
Omar José Arce - 2019-presente

## Población
Cuenta con 3,478 habitantes (Indec, 2010), lo que representa un incremento del 1,6% frente a los 3,423 habitantes (Indec, 2001) del censo anterior.
| Gráfica de evolución demográfica de María Susana entre 1991 y 2010 |
|                                                                    |
| Fuente: Censos nacionales del INDEC                                |

## Localidades y parajes
- Parajes
  - Campo El 51
  - Campo Las Liebres
  - Campo Las Palmeras
  - Campo Las Taperas
  - Colonia Las Hierbas
  - Colonia Santa Anita

## Geografía

### Relieve
Enclavado en la llanura de la Pampa húmeda.

### Clima
El clima de la zona es el templado pampeano.

### Vientos
Predominante del este - sudeste.

### Lluvias
Precipitaciones medias anuales entre 800 y 900 mm anuales, destacándose el verano como la estación más lluviosa.

## Economía
Se caracteriza por una economía integrada por un 70% de agricultura y un 30% de ganadería bovina, generando estas industrias que mantienen relación directa con la producción primaria como industrias lácteas, granos y subsidiarias de las mismas, metalúrgicas demandadas por la producción específica.
Es destacable también la presencia y actividad de empresas cooperativas, la Cooperativa Federal Agrícola Ganadera de María Susana Ltda., la Cooperativa de Servicios Públicos (originalmente Cooperativa Telefónica: COTELMAS, y la cooperativa COTASUL, fábrica de muebles de oficina, recuperada por los empleados luego del cierre de la empresa privada en la trabajaban.
- Banco Macro SA   (ex Nuevo Banco Bisel SA) Archivado el 16 de mayo de 2019 en Wayback Machine.
- Banco Credicoop Coop.Ltado.

1. Banco Coinag S.A.

## Deportes
- Bochas Plaza Club
- Club Atlético Susanense

## Hermanamiento
- Envie, Piamonte, Italia. Desde 1999, María Susana está hermanada con Envie, una comuna norteña italiana, al sudoeste de la región de Piamonte, en la provincia de Cuneo. Envie tiene 2000 hab., una iglesia consagrada a los Santos Marcelino, Pedro y Erasmo, y su única aldea es Occa. Se sitúa en una campiña verdaderamente bonita: detrás de sí están los montes (Alpes Cozie, Monviso, Montebracco), y enfrente corre el valle de inundación del río Po.

## Administración
Gobierno comunal, con elecciones cada dos años.
Presidente Comunal. Omar José Arce 2019-2021.

## Parroquias de la Iglesia católica en María Susana
| Arquidiócesis | Santa Fe de la Vera Cruz |
| ------------- | ------------------------ |
| Parroquia     | San Roque                |